# Hayne Constant
Hayne Constant (né à Gravesend le 26 septembre 1904 - mort le 12 janvier 1968) est un ingénieur anglais en aéronautique. Il s'est distingué par ses recherches sur les réacteurs d'avion au cours de la Seconde Guerre mondiale.

## Biographie
Constant est le fils d'un dentiste de Folkestone, Frederick-Ch. Constant, et de Mary Theresa (dite « Tissie ») Hayne. Il effectua ses études au Chœur du King's College (Cambridge), à la King’s School de Canterbury, puis à l'Institut Technique de Folkestone et à Queens' College (Cambridge).
Après sa licence, Constant effectua une année de stage post-scolaire à Cambridge en 1927-28 puis fut recruté par le Royal Aircraft Establishment de Farnborough. Il devint membre de l’Institute of Mechanical Engineers et six ans plus tard obtint une chaire à Imperial College.
En 1936, Henry Tizard le persuada de reprendre du service au RAE pour prendre part à la mise au point des turbomoteurs d’A. A. Griffith. C'est ainsi qu'il dirige a la construction d'une gamme de prototypes. Promu Directeur du Research Department de Power Jets (R&D) en 1944, puis directeur du National Gas Turbine Establishment de 1948 à 1960, il fut décoré de la médaille d'or de la Royal Aeronautical Society en 1963 pour sa contribution exceptionnelle au développement des turbines à gaz. En 1964, il a été promu directeur scientifique (Chief Scientist) du ministère de la Défense.
Constant a donné un exposé de ses travaux dans l'ouvrage Gas Turbines and their Problems, Londres, Todd Pub. Group, 1948. Il est mort célibataire à l'âge de 63 ans.